# روز مردگان: تبار
روز مردگان: تبار (انگلیسی: Day of the Dead: Bloodline) یک فیلم ترسناک و اکشن به کارگردانی اکتور ارناندس بیسنس است که در سال ۲۰۱۸ منتشر شد. از بازیگران آن می‌توان به جاناتان شیچ، سوفی اسکلتون و کریستینا سرافینی اشاره کرد.
این فیلم بر پایهَ فیلم روز مردگان ساخته شد که یکبار دیگر نیز در سال ۲۰۰۸ میلادی با همان نام بازسازی شده بود.